# FreeRTOS
FreeRTOS je open-source operační systém reálného času používaný pro vestavěné systémy. Lze jej provozovat na mnoha architekturách procesorů.
Umožňuje spravovat běh více úloh (tasků) v jednom systému. FreeRTOS poskytuje mnoho funkcí, jako jsou semafory, fronty, časovače a další, které umožňují synchronizaci a komunikaci mezi úlohami. FreeRTOS se používá v mnoha aplikacích, například u IoT zařízení, automobilů, průmyslových řídicích systémů.